# Camí a l'escola
Camí a l'escola (en francès Sur le chemin de l'école) és una pel·lícula documental francesa dirigida per Pascal Plisson del 2013. Compta amb el suport de Save the Children i la Unesco. Ha estat doblada al català.

## Sinopsi
Camí a l'escola narra les històries paral·leles de 4 nens d'arreu del món pels quals anar a l'escola és un autèntic viatge. El desig d'accedir al coneixement, de tenir millors condicions de vida que els seus pares, els proporciona aquest coratge.
A Kenya, Jackson, d'11 anys, ha de caminar 15 km per la sabana i evitar animals salvatges com els elefants amb la seva germana petita.
A la Serralada de l'Atles, al Marroc, Zahira, de 12 anys, torna al seu internat després de 22 km, o 4 hores de caminar per camins pedregosos.
A l'Argentina, Carlos, d'11 anys, travessa les planures patagones a cavall durant 18 km, amb la seva germana petita com a passatgera.
A l'Índia, Samuel, de 13 anys, que ha perdut l'ús de les cames i els braços, és portat a l'escola pels seus dos germans, que empenyen o treuen la seva cadira de rodes durant 1 h 15 min per carreteres difícils.

## Recepció
La pel·lícula va vendre a França 1.384.572 entrades i a la resta del món 1.659.965 entrades (6 països)
Camí a l'escola ha estat, segons el rànquing anual de Film français, la pel·lícula més rendible del 2013. Aquest rànquing es basa en els rebuts de cinema en comparació amb el pressupost previst a la CNC. Amb més d'1,2 milions d'entrades a França (dades de l'1 de març de 2014) per un pressupost de 2,28 milions d'euros, la pel·lícula pot presumir d'una taxa de rendibilitat del 164,8%, cosa que la situa pràcticament en primer lloc durant aquell any.

## Nominacions i premis
- César 2014: millor pel·lícula documental
- Prix Henri-Langlois a la pel·lícula documental 2014
- Prix INIS del 17è Festival international du film pour enfants de Montréal[5]
- Trophées francophones du cinéma 2014: Trofeu francòfon del llargmetratge documental